# Gramma melacara
Gramma melacara (лат.) — вид лучепёрых рыб из семейства грамматовых (Grammatidae). Распространены в центрально-западной части Атлантического океана.

## Описание
Тело вытянутое, сжато с боков, покрыто ктеноидной чешуёй. В спинном плавнике 13—14 жёстких (наичаще 13) и 8—9 (почти всегда 9) мягких лучей. В анальном плавнике 3 жёстких и 10 мягких лучей. В грудных плавниках 16—18 мягких лучей. Хвостовой плавник серповидный с заострёнными окончаниями верхней и нижней лопастей. Брюшные плавники относительно короткие, их окончания доходят только до начала основания анального плавника.
Тело фиолетового цвета. Верхняя часть головы чёрная; эта тёмная зона простирается от кончика рыла через глаз по затылку, доходит до основания спинного плавника и заходит на первую половину спинного плавника. По краям верхней и нижней лопастей хвостового плавника проходят чёрные полосы.
Максимальная длина тела 10 см.

## Биология
Обитают вблизи скалистых уступов и обрывов на глубине от 10 до 180 м, обычно между 20 и 60 м. Предпочитают вертикальные поверхности с расщелинами, в которые они прячутся при опасности. Образуют небольшие группы. При передвижении тело ориентировано брюхом к поверхности субстрата, и когда особи оказываются под выступами скал, то они плывут брюхом кверху. Питаются зоопланктоном.

## Ареал
Распространены в западной части Атлантического океана: вокруг Багамских островов и в Карибском море от берегов Кубы, Гаити и Пуэрто-Рико до прибрежных вод Центральной и Южной Америки (от Кинтана-Роо (Мексика) до Барранкилья (Колумбия) и островов Кюрасао и Бонайре).